# Ocotepec (kommun i Mexiko, Puebla, lat 19,55, long -97,66)
Ocotepec är en kommun i Mexiko.   Den ligger i delstaten Puebla, i den sydöstra delen av landet, 150 km öster om huvudstaden Mexico City.
Följande samhällen finns i Ocotepec:
- Guadalupe Victoria
- El Mirador
- El Progreso
- Tetemi
- Tezoquiticpac
- Taxtitlán
- San Nicolás Contla